# Методия Симоновски
Методия Мирков Симоновски (на македонска литературна норма: Методија Мирков Симоновски) е северномакедонски поет за деца и етномузиколог.

## Биография
Роден е на 14 март 1927 година в град Прилеп, тогава в Югославия, днес Северна Македония. Работи като старши научен сътрудник в Института за фоклор „Марко Цепенков“ в Скопие от 1 декември 1950 до 31 декември 1965 година. Там той мелографира голям брой народни песни от Македония и публикува няколко статии за фолклора, за ориентализмите в тоналното изграждане в 1959 година, за рефрените в 1960 година, за терминологията в 1961 година и за народните вярвания в следващата 1962 година. Носител е на наградата „13 ноември“ за 1963 година.